# Kuppur, Malur
Kuppur là một làng thuộc tehsil Malur, huyện Kolar, bang Karnataka, Ấn Độ.